# Monique Barbut
Monique Barbut (née à Safi au Maroc) est la présidente du WWF-France depuis le 16 janvier 2021. Elle succède à Isabelle Autissier qui est nommée présidente d’honneur. 
Elle était précédemment secrétaire exécutive de la Convention des Nations unies sur la lutte contre la désertification, de 2013 à 2019.

## Carrière
Après des études en économie, Monique Barbut a occupé des postes à responsabilité au sein de la banque de développement de la France, la Caisse centrale de coopération économique, devenue par la suite Agence française de développement (AFD), principale agence française dédiée à l'aide aux pays étrangers. En tant que membre de la délégation française, Monique Barbut a eu un rôle clé pendant les négociations financières du Sommet de la Terre de 1992 à Rio de Janeiro et a joué un rôle actif dans la création du Fonds pour l'Environnement Mondial (FEM). 
Avant de rejoindre le Programme des Nations unies pour l’Environnement (PNUE) en 2003, elle était Directrice Exécutive en charge l'ensemble des activités de l'AFD dans la Caraïbe, le Pacifique et l'Océan Indien. 
De 2003 à 2006, elle dirige la division Technologie, industrie et économie du PNUE avant de devenir directrice générale et présidente du Fonds pour l’environnement mondial en juin 2006.
Le 17 septembre 2013, le Secrétariat Général des Nations unies nomme Monique Barbut au poste de Secrétaire exécutive de la Convention des Nations unies sur la lutte contre la désertification. Elle occupera cette fonction jusqu'en 2019.
De mai 2020 jusqu’en janvier 2021, elle sera envoyée spéciale auprès du Président de la République française pour la préparation du « One Planet Summit » Biodiversité.
Elle est également membre et administratrice de l'Académie de l'Eau.

## Décorations
- Officière de la Légion d'honneur Elle est promue officière par décret du 30 décembre 2016[2]. Elle était chevalière du 4 septembre 2008.